# Амалія Гогенцоллерн-Зігмарінгенська
Амалія Гогенцоллерн-Зігмарінгенська (нім. Amalie von Hohenzollern-Sigmaringen), повне ім'я Амалія Антонієтта Кароліна Адрієнна Гогенцоллерн-Зігмарінгенська (нім. Amalie Antoinette Karoline Adrienne von Hohenzollern-Sigmaringen; 30 квітня 1815 — 14 січня 1841) — принцеса з дома Гогенцоллернів-Зігмарінгенів, донька 8-го князя Гогенцоллерну-Зігмарінгену Карла Антона та принцеси Марії Антуанетти Мюрат, дружина принца Саксен-Альтенбурзького Едуарда.

## Біографія
Амалія народилася 30 квітня 1815 року в Зігмарінгені. Вона була третьою дитиною та другою донькою в родині спадкоємного принца Гогенцоллерну-Зігмарінгену Карла та його дружини Марії Антуанетти Мюрат. Дівчинка мала старшу сестру Кароліну та брата Карла Антона. Згодом у неї з'явилася молодша сестра Фредеріка.
Шлюб батьків був щасливим. У 1817 році вони придбали замок Вайнбург у Швейцарії, який Марія Антуанетта облаштувала на свій смак. Все життя вона віддавала перевагу французькому способу життя та французькій культурі. Літньою резиденцією сім'ї кілька років був замок Краухенвіс у Гогенцоллерн-Зігмарінгенському князівстві.
Вихованням доньок займалася переважно матір. Вони отримували франкомовну освіту у дусі франкофілії. Для Амалії, яка була улюбленицею матері, була виписана прусська гувернантка. Втім, вона жалілася на поведінку своєї вихованки.
У 1831 році батько успадкував князівський трон. Резиденцією родини став Зігмарінгенський замок.
Амалія у 20-річному віці була видана заміж за 31-річного принца Едуарда Саксен-Альтенбурзького. Наречений був молодшим братом правлячого герцога Саксен-Альтенбургу Йозефа і служив у баварській армії. Весілля відбулося 25 липня 1835 у Зігмарінгені. У подружжя народилося четверо дітей.
Амалія померла за кілька днів після народження молодшого сина. Похована у крипті церкви Спасителя у Зігмарінгені.

## Родина

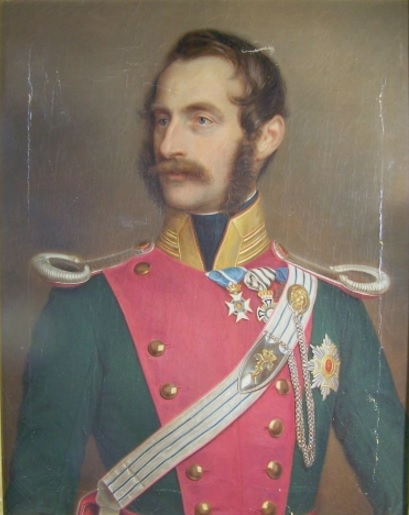
Едуард Саксен-Альтенбурзький близько 1840

Чоловік — Едуард Саксен-Альтенбурзький
Дітиː
- Тереза (1836—1914) — дружина принца Швеції та Норвегії Августа, дітей не мала;
- Антуанетта (1838—1908) — герцога Ангальтського Фрідріха I, мала шестеро дітей;
- Людвіг (1839—1844) — прожив 4 роки;
- Йоганн (1841—1844) — прожив 3 роки.

## Титули
- 30 квітня 1815—25 липня 1835 — Її Світлість Принцеса Амалія Гогенцоллерн-Зігмарінген;
- 25 липня 1835—14 січня 1841 — Її Світлість Принцеса Едуард Саксен-Альтенбурзький.